# Saint-Pair
Saint-Pair település Franciaországban, Calvados megyében. Lakosainak száma 245 fő (2022. január 1.). Saint-Pair Banneville-la-Campagne, Janville, Troarn és Vimont községekkel határos.

## Népesség
A település népessége az elmúlt években az alábbi módon változott:
| Lakosok száma | 86   | 148  | 156  | 237  | 218  | 214  | 219  | 237  | 244  | 245  |
|               | 1968 | 1982 | 1990 | 2006 | 2013 | 2015 | 2017 | 2019 | 2020 | 2022 |